# أمانتيخا
أمانتخا هو ملك النوبة حكم في القرن الثالث قبل الميلاد، لا يُعرف أمانتخا حتى الآن إلا من هرمه في مروي (ابيج رقم 4) وهو أول ملك دُفن في المقبرة الشمالية في مروي.